# Odorrana exiliversabilis
Odorrana exiliversabilis es una especie de anfibio anuro de la familia Ranidae.

## Distribución geográfica
Esta especie es endémica del sudeste de la República Popular China. Habita entre los 600 y 1525 m de altitud:
- en la provincia de Fujian;
- en el oeste de la provincia de Zhejiang;
- en el sur de la provincia de Anhui.[4]

## Publicación original
- Fei, Ye & Li, 2001 : Taxonomic studies of Odorrana versabilis in China II. Descriptions of two new species. (Amphibia : Ranidae). Acta Zootaxonomica Sinica, vol. 26, n.º 4, p. 601-607[5]